# Tapinoma rasenum
Tapinoma rasenum är en myrart som beskrevs av Smith och Lavigne 1973. Tapinoma rasenum ingår i släktet Tapinoma och familjen myror. Inga underarter finns listade i Catalogue of Life.